# The Bell Curve

Дзвіно-видна Крива: Інтелект і Класова Структура в Американському Житті (англ. The Bell Curve: Intelligence and Class Structure in American Life) — книга, опублікована в 1994 році американськими психологом Річардом Ґеррнштайном і політологом Чарльзом Мюрреєм. У цій праці, автори стверджують, що на людський інтелект істотно впливають успадковані фактори, і в меншій мірі фактори навколишнього середовища, та що інтелект є набагато кращим провісником багатьох персональних динамік ніж соціально-економічний статус батьків. Прикладами таких динамік є фінансові доходи, продуктивність праці, зачаття дітей поза шлюбом, а також участь в злочинній діяльності. 
Автори також стверджують, що люди, з високим інтелектом, так звана «когнітивна еліта» (або «інтелектуальна еліта»), стають відокремлені від людей з середнім і інтелектом нижче середнього. Книга була суперечливою, особливо там, де автори писали про те що різні раси людей мають різний рівень інтелекту який передається спадково і не залежить від освіти чи виховання, та обговорювали наслідки цих відмінностей. 
Незабаром після публікації, багато людей згуртувалися як в критиці так і в захист книги. Ряд критичних публікацій були написані у відповідь на книгу.

## Короткий зміст
The Bell Curve, опублікована в 1994 році, була написана Річардом Ґеррнштайном і Чарльзом Мюрреєм щоб пояснити відмінності в інтелекті в американському суспільстві, попередити про деякі наслідки цих відмінностей, і запропонувати соціальну політику для пом'якшення найгірших можливих наслідків. Назва книги походить від дзвіно-подібної форми кривої нормального розподілу коефіцієнта інтелекту (IQ) в суспільстві.

### «Введення»
Книга починається з введення, в якому розглядається історія концепції інтелекту починаючи з Френсіса Гальтона і закінчуючи сучасністю. Введення Спірменом поняття загального фактора інтелекту та інші ранні досягнення в області дослідження інтелекту обговорюються поряд з розглядом зв'язків між тестуванням інтелекту і расовою політикою. 1960-ті роки ототожнюються з періодом американської історії, коли соціальні проблеми все частіше пов'язані з силами поза межами індивідуума. Ґеррнштайн і Мюррей стверджують що такий соціальний рух за рівність конфліктує з індивідуальними відмінностями людей джерелом яких є біологія.
У введенні автори констатують шість науково аргументованих припущень:
1. Існує таке поняття, як фактор загального інтелекту (g factor), який є різним у різних людей.
2. Всі стандартизовані тести академічних здібностей або досягнень деякою мірою заміряють цей загальний фактор, але тести IQ  спеціально призначені для цієї мети заміряють його найбільш точно.
3. Коефіцієнт IQ приблизно відповідає тому що люди мають на увазі, використовуючи слова «розумний» або «кмітливий» в повсякденному житті.
4. Бали IQ  стабільні, хоча і не цілком, протягом більшої частини життя людини.
5. Правильні процедури тестування IQ  не мають упередження проти соціальних, економічних, етнічних чи расових груп.
6. Інтелектуальні здібності істотно спадкові, не менше ніж на 40 відсотків і не більше ніж на 80 відсотків.

### «Частина I. Виникнення інтелектуальної еліти»
У першій частині книги Ґеррнштайн і Мюррей окреслюють як американське суспільство було перетворено в 20-му столітті. Вони стверджують, що Америка перетворилася зі суспільства, де соціальне походження в основному визначило соціальний статус, в суспільство, в якому інтелектуальні здібності є провідним фактором, що визначає статус. Зростання пропорції населення що здобуває вищу освіту, більш ефективний набір студентів за рівнем інтелектуальних здібностей та сортування студентів за рівнем інтелектуальних здібностей по селективних університетах є важливими чинниками цієї еволюції. Ще один фактор це зрозтання сортування різних професій за рівнем інтелекту. На основі опублікованих мета-аналізів робіться довід, що інтелектуальні здібності є найкращим показником продуктивності праці.
Ґеррнштайн і Мюррей стверджують, що через збільшення віддачі від інтелектуальних здібностей, в Америці формується інтелектуальна еліта. Ця еліта стає все багатшою і все більш відокремлюються від іншої частини суспільства.

### «Частина II. Інтелектуальні класи і соціальна поведінка»
Друга частина описує, як інтелектуальні здібності пов'язані з соціальною поведінкою: високі здібності пророкують соціально бажану поведінку, низькі здібності — небажану поведінку. Автори роблять судження, що групові відмінності соціальних результатів краще пояснюються відмінностями інтелекту, а не соціально-економічним статусом, і це саме та точка зору що до них нехтувалась в дослідженнях.
Дослідження, представлені в цій частині книги були зроблені з використанням даних Національного Лонгітудного Обзору Досвіду Молоді на Ринку Праці (NLSY), дослідження, проведеного Бюро Статистики Праці при Департаменті Праці США, яке відстежувало тисячі американців, починаючи з 1980-х років. Тільки не-латиноамериканські білі люди включені в дослідження для того, щоб продемонструвати, що зв'язок між інтелектуальними здібностями і соціальною поведінкою не рухомі расовою або етнічною приналежністю.
На основі аналізу балів IQ, Ґеррнштайн і Мюррей стверджують, що інтелект є набагато кращим показником результатів індивідуальних людей, ніж соціально-економічний статус їх батьків. Такі результати наводяться для багатьох сфер життя. Чим вище інтелект людини, тим менше шансів, що вона зазнає негативні наслідки бідності, незакінчення школи, безробіття, невдалого шлюбу, розлучення, вагітності поза шлюбом, життя на державних субсидіях, скоєння кримінальних злочинів, і меншої ймовірності голосування на виборах.
Всі учасники NLSY спробували здати Екзамен Професійної Здібності Збройних Сил (ASVAB), який складався з серії десяти тестів, і який є обов'язковим для кожного, хто подавав заявку на вступ до збройних сил. Деякі з них проходили тестування IQ  в школі, і виявилося, що середній коефіцієнт кореляції між балами Екзаменом Професійної Здібності Збройних Сил (ASVAB) і балом IQ,  становить 0,81. 
Учасники були згодом оцінені за показниками соціальних та економічні результатів. Загалом, IQ  / ASVAB бали були набагато кращим провісником результатів успіху в житті, ніж соціальній клас з якого вони походили. Багаті люди з низькім IQ  мали гірші показники досягнень в житті, ніж люди що походили з низьких класів суспільства, але мали вище IQ . Точно так же, після статистичного урахуванням відмінностей в IQ , різниця між расово-етнічними групами майже повністю зникла. Але варто відзначити, що автори не стверджують, що всі раси рівні, навпаки вони вказують що різні етнічні групи мають різний середній рівень інтелекту, що пояснює, чому різні народи мають такий різний рівень життя.
| IQ | <75 | 75–90 | 90–110 | 110–125 | >125 |
| --- | --- | ----- | ------ | ------- | ---- |
| Розподіл населення США | 5   | 20    | 50     | 20      | 5    |
| Одружена людина віком до 30 років | 72  | 81    | 81     | 72      | 67   |
| Не працює більш ніж 1 місяць в рік (чоловіки) | 22  | 19    | 15     | 14      | 10   |
| Безробітний більш ніж 1 місяць в рік (чоловіки) | 12  | 10    | 7      | 7       | 2    |
| Людина розлучена через 5 років | 21  | 22    | 23     | 15      | 9    |
| Відсоток дітей з IQ в нижньому децилі (матері) | 39  | 17    | 6      | 7       | –    |
| Мала дитину поза шлюбом (матері) | 32  | 17    | 8      | 4       | 2    |
| Живе в бідності | 30  | 16    | 6      | 3       | 2    |
| Був ув'язненим (чоловіки) | 7   | 7     | 3      | 1       | 0    |
| Хронічна одержувачка державних субсидій за бідність (матері) | 31  | 17    | 8      | 2       | 0    |
| Не закінчив школу (чоловіки і жінки) | 55  | 35    | 6      | 0.4     | 0    |
| Людина позначила «Так» в «Індексі Цінностей Середнього Класу» | 16  | 30    | 50     | 67      | 74   |
| Цифри в таблиці це відсоток популяції з зазначеним IQ , тільки серед не-латиноамериканських білих людей, які підходили під кожний опис. Хернштай і Мюррей (1994) сс. 171, 158, 163, 174, 230, 180, 132, 194, 247–48, 194, 146, 264 відповідно. |     |       |        |         |      |

1. ↑  Згідно з Хернштайном і Мюрреєм (сс. 263–64), the "Індекс Цінностей Середнього Класу" був призначений «для виявлення серед NLSY населення, в їх молодому віці, коли індекс був укладений, тих людей, які живуть таким чином що їх життя збігається зі стереотипами про середній клас.» Щоб позначити «Так» в індексі NLSY випробовуваний повинен був відповідати всім чотирьом з наступних критеріїв:
  - Отримав принаймні диплом про закінчення середньої школи
  - Ніколи не був за ґратами
  - Ще одружений зі своєю першою дружиною/чоловіком
  - Лише чоловіки: Здатний працювати, навіть якщо не має роботи
  - Лише жінки: Ніколи не народжувала поза шлюбом

З дослідження були виключені люди що ніколи не були в шлюбі, але які задовольняли всі інші компоненти індексу, та люди, які не могли працювати в 1989, 1990-му роках через інвалідність або навчання в школі.

### «Частина III. Національний контекст»
Ця частина книги обговорює етнічні відмінності в інтелектуальних здібностях і соціальну поведінку. Ґеррнштайн і Мюррей повідомляють, що американці азійського походження мають більш високий середній IQ, ніж білі американці, які, в свою чергу, мають вищі бали ніж чорношкірі американці. Книга стверджує, що причиною різниці між чорними і білими не є упередження тестів, а також зазначає, що тести IQ не схильні занижувати продуктивність навчання або роботи чорних людей. Стверджується що розрив між білими і чорними більший для явно культурно нейтральних елементів тесту, ніж на більш культурно навантажених елементах. Автори також зазначають, що з поправка на соціально-економічний статус не скорочує розрив в IQ між чорними і білими.
Відповідно до Ґернштайну і Мюррею середній коефіцієнт IQ для різних рас людей є спадковим у високому ступені. Середній коефіцієнт кореляції інтелекту між батьками і дітьми є 0,76. 
Вони також обговорюють лінії доказів, які були використані для підтримки тези про те, що розрив між чорними і білими людьми принаймні частково має генетичні причини, такі як гіпотеза Спіермена. Також обмірковуються можливі екологічні пояснення розриву, такі як спостерігаємий ріст IQ з покоління в покоління. Для цього феномену вони вводять термін Ефект Флінна. Варто відзначити що незважаючи на ріст середніх балів IQ для всіх етнічних груп з кожним наступним поколінням, однією з ключових характеристик ефекту Фліна є те що різниця в інтелекті між різними расами людей завжди присутня і зберігається на одному і тому ж рівні.